# جوان ملشيور كمبر
جوان ملشيور كمبر هو أستاذ جامعي وكاتب وقانوني وسياسي هولندي وهولندي، ولد في 26 أبريل 1776 في أمستردام في مملكة هولندا، وتوفي في 20 يوليو 1824 في لايدن في هولندا. انتخب rector magnificus of Leiden University ‏ وانتخب عضو مجلس نواب هولندا ‏.